# Charles Edward Bidwell
Charles Edward Bidwell (* 24. Januar 1932 in Chicago; † 6. Januar 2016 in Chicago) war ein US-amerikanischer Soziologe und Hochschullehrer.

## Leben und Wirken
Charles Edward Bidwell studierte Soziologie und Erziehungswissenschaft an der University of Chicago. Dort erwarb er 1950 den Bachelorgrad und 1953 den Magistergrad. Seine Promotion zum Ph.D. erfolgte 1956. Nach seinem Wehrdienst, der 1957 begann, berief ihn der Soziologe Talcott Parsons 1959 an die Harvard University. Diese verließ er jedoch 1961 wieder und begann seine Hochschullehrertätigkeit als Assistenzprofessor an der University of Chicago. Als Professor lehrte er an dieser Universität über vier Jahrzehnte. Er widmete sich in seinen Arbeiten hauptsächlich der Erziehungssoziologie. Schule und Erziehung untersuchte er unter dem Blickpunkt der Organisationssoziologie. Als Herausgeber widmete Bidwell sich mehreren Fachzeitschriften, so der "Sociology of education" (1969 bis 1972), dem "American Journal of Sociology" (1973 bis 1978) und dem "American Journal of Education" (1983 bis 1987).

## Veröffentlichungen (Auswahl)
- Some effects of administrative behavior. A study in role theory. In: Administrative Science Quarterly. Bd. 2, H. 2, 1957, S. 163–181.
- The young professional in the army. A study of occupational identity. In: American Sociological Review. Bd. 26 (1961), S. 360–372.
- mit R. S. Vreeland: College education and moral orientations. An organizational approach. In: Administrative Science Quarterly. Bd. 8, H. 2, 1963, S. 166–191.

- The school as a formal organization. In: James G. March (Hrsg.): Handbook of organizations. Rand McNally & Co, Chicago 1965, S. 972–1022.
- Values, norms, and the integration of complex social systems. In: Sociological quarterly. Bd. 7 (1966), S. 119–136.
- Students and schools. Some observations on client trust in client-serving organizations. In: William R. Rosengren (Hrsg.): Organizations and clients. Essays in the sociology of service. Merrill, Columbus, Ohio 1970, ISBN 0-675-09313-9, S. 37–70.
- Schooling and the socialization for moral commitment. In: Interchange. Bd. 3, H. 4, 1972, S. 1–27.
- The social psychology of teaching. In: Robert M. W. Travers (Hrsg.): Second handbook of research on teaching. Rand McNally, Chicago 1973, ISBN 0-528-61824-5, S. 122–183.
- mit John D. Kasarda: School district organization and student achievement. In: American sociological review. Bd. 40 (1975), S. 55–70.
- The school as a formal organization. Some new thoughts. In: Glenn L. Immegart, William Lowe Boyd (Hrsg.): Problem-finding in educational administration. Trends in research and theory. Lexington Books, Lexington 1979, ISBN 0-669-02438-4, S. 111–131.
- mit John D. Kasarda: Conceptualizing and measuring the effects of school and schooling. In: American journal of education. Bd. 88 (1980), S. 401–430.

- mit John D. Kasarda: The organization and its ecosystem. A theory of structuring in organizations (= Monographs in organizational behavior and industrial relations. Bd. 2). JAI Press, Greenwich, Conn. 1985, ISBN 0-89232-500-3.

- mit John D. Kasarda: Structuring in organizations. Ecosystem theory evaluated (= Monographs in organizational behavior and industrial relations. Bd. 7). JAI Press, Greenwich, Conn. 1987, ISBN 0-89232-732-4.
- Moral Education and School Social Organization. In: Maureen T. Hallinan (Hrsg.): The Social Organization of Schools. New Conceptualizations of the Learning Process. Plenum Press, New York 1987, ISBN 0-306-42428-2, S. 205–219.
- mit Noah Friedkin: The sociology of education. In: Neil J. Smelser (Hrsg.): Handbook of sociology. Sage, Newbury Park, Calif. 1988, ISBN 0-8039-2665-0, S. 449–471.
- mit Kenneth A. Frank und Pamela A. Quiroz: Teacher types, workplace controls, and the organization of schools. In: Sociology of education. Jg. 1997, H. 4, S. 285–307.
- School as context and construction. In: Maureen T. Hallinan (Hrsg.): Handbook of the sociology of education. Plenum Press, New York 2000, ISBN 0-387-32517-4, S. 15–36.